# De guitenstreken van Kwik en Flupke
De guitenstreken van Kwik en Flupke (origineel: Quick et Flupke gamins de Bruxelles, letterlijk vertaald Quick en Flupke, de Brusselse kwajongens) is een stripreeks getekend door de Belgische tekenaar Hergé (1907-1983). Hoofdpersonages in de strip zijn twee stereotiepe straatjongens genaamd Kwik en Flupke, die voornamelijk kwajongensstreken uithalen in verschillende korte verhalen.
Na De avonturen van Kuifje vormt deze strip de langst lopende reeks die Hergé ooit getekend heeft. De strip speelt zich af in het Brussel van voor de Tweede Wereldoorlog, in de Marollen. De steile straatjes van deze buurt komen vaak voor in de strip als decor van onder meer zeepkistwedstrijden.

## Geschiedenis
Hergé kreeg aanvang 1930 van zijn redacteur Paul Werrie de opdracht een strip te bedenken over twee Brusselse straatjongens, naar de twee broers Claudinet en Fanfan die sinds januari dat jaar te zien waren in de Franse speelfilm Les deux gosses.
De eerste verhalen van Kwik en Flupke verschenen in het Frans op 23 januari 1930 in jeugdbijlage Le Petit Vingtième, behorend bij het Belgische nieuwsblad Le Vingtième Siècle. Hierin liep op dat moment ook Hergés Kuifje in de Sovjet-Unie. De eerste druk van het eerste album van Kwik en Flupke (De guitenstreken van Kwik en Flupke deel 1) vond plaats in 1930 bij de uitgeverij Petit Vingtième. Tot in 1955 verschenen er ongeveer 355 afleveringen van Kwik en Flupke. Hoewel er veel verhalen verschenen zijn, is er heden ten dage maar moeilijk aan te komen.
In de jaren tachtig kwamen er enkele nieuwe en hertekende strips van de hand van Johan De Moor, zoon van Bob De Moor, de vaste medewerker van Hergé.

## Strip
De strips bevatten korte komische verhalen. Op elke pagina bouwt Hergé een doorgaans komische situatie op, waarvan Kwik en Flupke meestal aanstichter en slachtoffer tegelijk zijn, wat niet uitsluit dat ook andere figuren uit hun directe omgeving geregeld de dupe zijn van hun activiteiten.
Elke pagina sluit altijd af met een gag (grap). Meestal sluiten twee naast elkaar liggende pagina's in thema op elkaar aan en loopt het verhaal tot op de tweede pagina door. De meeste verhalen hebben tekst, al zijn er ook tekstloze pagina's en verhalen bij.

## Personages

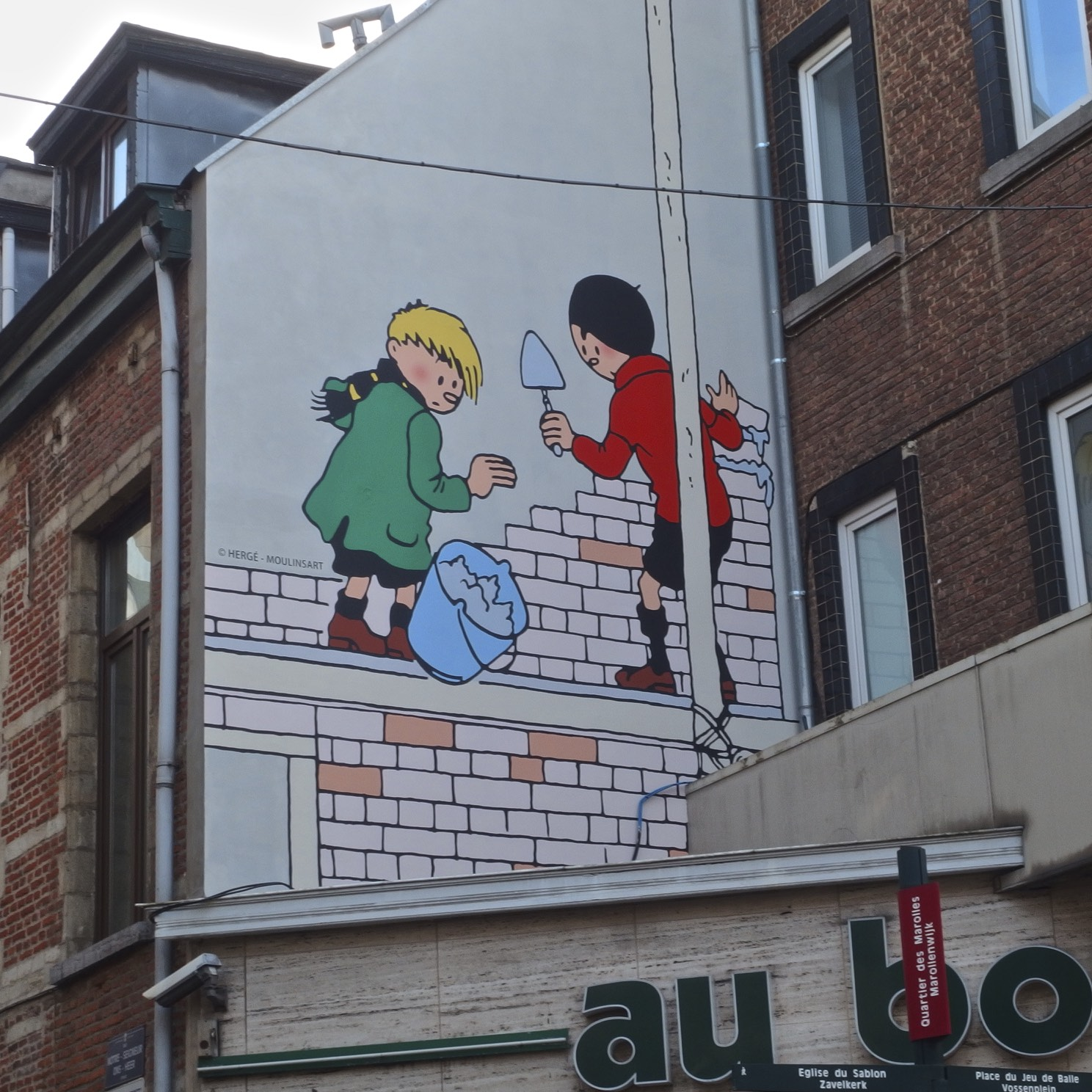
Een stripmuur in Brussel

Naast de twee belangrijkste personages komen er ook andere figuren in de strip voor. De stripfiguren:
- Kwik is een lange jongen. Hij is vrijwel altijd gekleed in een zwarte korte broek, een rode coltrui, twee bruine schoenen en lange zwarte sokken of kousen. Ook heeft hij altijd een zwart petje op. Kwik zit op vioolles. Niet omdat hij dit wil, maar omdat hij dat moet van zijn moeder. Kwik wordt in de strip regelmatig vervloekte kwajongen genoemd. Hij is echter vaak geneigd het goede te kiezen maar dit wordt door anderen vaak verkeerd begrepen.
- Flupke is vaak degene van het duo die de streken en grapjes in de strip verzint. Flupke is een kleine jongen met blond warrig haar, een lange groene jas, een zwarte korte broek met zwarte sokken en bruine schoenen. Hij draagt steevast een zwarte sjaal met gele streepjes om zijn nek.
- Wijkagent 15. Dit is op Kwik en Flupke na de belangrijkste figuur in de reeks. Wijkagent 15 zit vaak Kwik en Flupke op de hielen als ze iets fout hebben gedaan of hij is zelf het mikpunt van grappen en streken van de twee hoofdpersonages. De agent (die niet bij naam wordt genoemd) heeft een witte helm op, een grote zwarte snor (eenzelfde als bij Jansen en Janssen) en draagt de zwarte politiecape, voorzien van witte knopen en twee keer het getal "15". Hij hoort bij Afdeling 37.
- De ouders van Kwik komen vrijwel nooit in beeld. Alleen de moeder wil nog weleens deels verschijnen, haar hoofd is dan meestal verscholen achter een tekstballon. Als ze Kwik straffen doen ze dat meestal door middel van slaan ("billenkoek").
- De moeder van Flupke heet Melanie. Ze komt net als de ouders van Kwik nooit in beeld. De vader van Flupke wel, hij is een besnorde man met bolhoed die snel kwaad wordt.
- Mijnheer Groteterts is de vioolleraar van Kwik. Kwik heeft een grote hekel aan Groteterts. De naam Groteterts is een woordspeling op de muziekterm grote terts.
- Oom Julius is de oom van Kwik, een royale man met een bruine hoed en sigaar die af en toe bij Kwik en zijn familie op bezoek komt en dan een cadeau voor Kwik meebrengt. Kwik heeft ook een niet bij naam genoemde tante in Oosterbeek.
- Lieske, een klein meisje uit de wijk.
- Eugène, een grotere jongen uit de wijk met losse handen.

## Tekenfilmserie
In 1983-1985 werd er in coproductie met de RTBF een tekenfilmserie gemaakt, onder supervisie van Johan De Moor. De meeste gags waren rechtstreekse verfilmingen van de grappen uit de albums, maar soms werd hier ook wel van afgeweken. Elke aflevering bestaat uit een gag die meestal niet langer dan een minuut duurt. Doorgaans werden er op tv altijd drie à vijf gags uitgezonden, waarna de aftiteling volgde. De serie werd ook in Nederlandse vertaling door TV2 uitgezonden en later ook door Ketnet en Z@ppelin.
De Nederlandstalige versie werd ingesproken door Luk Wyns en Mitta Van der Maat.

## Albums
Van Kwik en Flupke verschenen een aantal reeksen, allen uitgegeven door Casterman. Tussen 1949 en 1961 verscheen een eerste reeks van tien titelloze albums, tussen 1975 en 1982 verschenen zes titelloze albums op een formaat van 18,9 op 25,6 centimeter. Tussen 1985 en 1991 verscheen de reeks onder de naam Quick en Flupke in twaalf albums op A4-formaat (zie hieronder). In 2011 startte een integrale reeks met covers en vertalingen uit de reeks van 1975. Naast deze gewone reeksen, verscheen er ook het boek De guitenstreken van Quick en Flupke in de reeks Uit het archief van Hergé. Daarin staan een dossier en zwart-wit gags, facsimiles van de oorspronkelijke platen uit de beginperiode van Hergé, waaronder enkele platen die later niet hertekend werden.

### Quick en Flupke

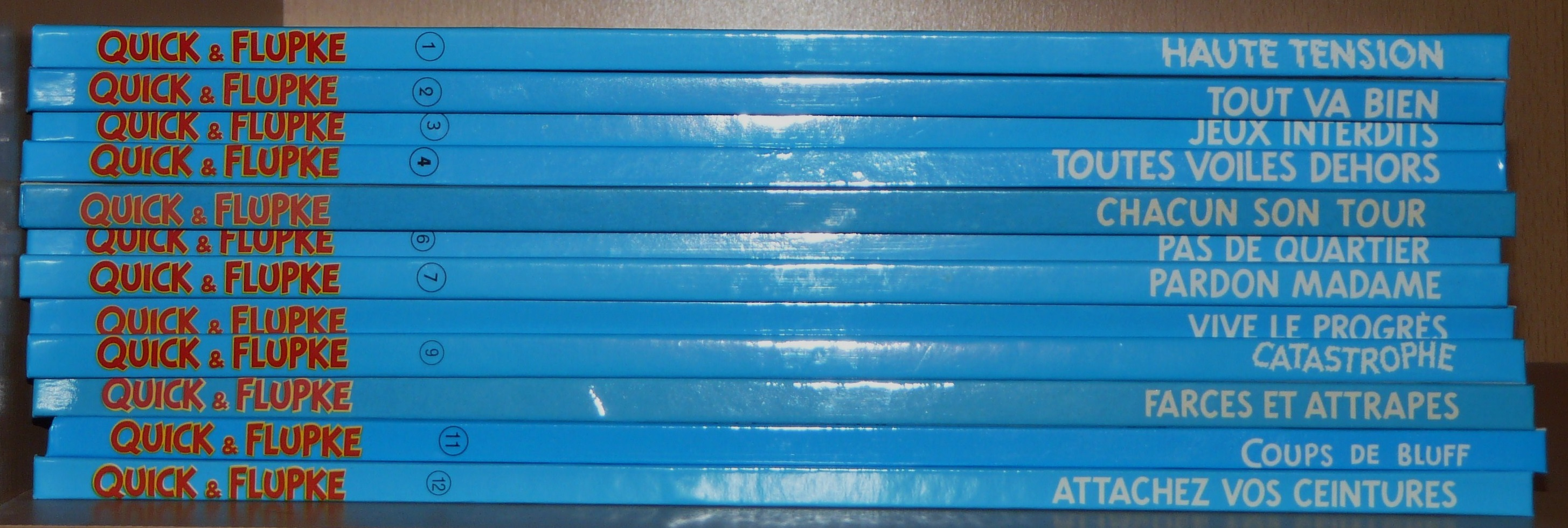
De twaalf A4-albums van de reeks in het Frans

1. Verboden spelletjes
2. Niks aan de hand
3. Hoogspanning (door Johan De Moor)
4. Alle zeilen bij
5. Ieder op zijn beurt
6. Erop of eronder
7. Pardon, mevrouw
8. Leve de vooruitgang
9. Wat een ramp!
10. Vuurwerk!
11. Pure bluf
12. Riemen vast

## Eerbetonen
- Op het Saincteletteplein in Brussel staat het standbeeld De Vaartkapoen[4] waarbij beeldhouwer Tom Frantzen ook Wijkagent 15 afbeeldt.
- Tussen 1996 en 2015 was er op de hoek van de Brusselse Hoogstraat en de Kapucijnenstraat een fresco van Kwik en Flupke te zien. Met de afbraak van het gebouw ging ook de afbeelding verloren.[5]
- In 2015 werd op de hoek van de Blaesstraat en de Ons-Heerstraat een nieuw fresco aangebracht.[5][6][7]